# Пэн Ян
Пэн Ян (кит. трад. 彭杨; род. 17 января 1992, Чэнду) — китайская хоккеистка на траве, полевой игрок. Участница летних Олимпийских игр 2012, 2016 и 2020 годов, серебряный призёр летних Азиатских игр 2014 года, бронзовый призёр летних Азиатских игр 2018 года.

## Биография
Пэн Ян родилась 17 января 1992 года в китайском городе Чэнду в провинции Сычуань.
Начала заниматься хоккеем на траве в июле 2006 года, выступала за школьную команду, в составе которой выиграла молодёжный чемпионат Сычуани.
С декабря 2007 года выступала за команду Сычуани.
В январе 2011 года дебютировала в женской сборной Китая.
В 2012 году вошла в состав женской сборной Китая по хоккею на траве на летних Олимпийских играх в Лондоне, занявшей 6-е место. Играла в поле, провела 6 матчей, мячей не забивала.
В 2013 году завоевала серебряную медаль хоккейного турнира Восточноазиатских игр в Тяньцзине. Забила 2 мяча.
В 2014 году участвовала в чемпионате мира в Гааге, где китаянки заняли 6-е место. Забила 4 мяча, став лучшим снайпером команды на турнире.
В 2016 году вошла в состав женской сборной Китая по хоккею на траве на летних Олимпийских играх в Рио-де-Жанейро, занявшей 9-е место. Играла в поле, провела 5 матчей, забила 2 мяча (по одному в ворота сборных Германии и Испании).
В 2018 году участвовала в чемпионате мира в Лондоне, где китаянки заняли 16-е место. Мячей не забивала.
В 2019 году выступала в Про Лиге, где китаянки заняли 7-е место. Забила 5 мячей, став лучшим снайпером команды на турнире.
В 2021 году вошла в состав женской сборной Китая по хоккею на траве на летних Олимпийских играх в Токио, занявшей 9-е место. Играла в поле, провела 4 матча, мячей не забивала. Была одним из капитанов команды.
Дважды выигрывала медали хоккейных турниров летних Азиатских игр: серебро в 2014 году в Инчхоне и бронзу в 2018 году в Джакарте.